# Okie (musikalbum)
Okie är ett musikalbum av J.J. Cale, lanserat 1974 på Shelter Records. Okie är ett slanguttryck för en person från Oklahoma där också Cale var född. Albumet avslutas med låten "I Got the Same Old Blues" som kommit att bli en populär cover. Låten har spelats in av bland andra Eric Clapton, Freddie King, Captain Beefheart, Lynyrd Skynyrd, Bobby Bland och Bryan Ferry. Albumet nådde plats 126 på Billboard 200-listan.

## Låtlista
(alla låtar utom spår 2 komponerade av J.J. Cale)
1. "Crying" - 2:35
2. "I'll Be There (If You Ever Want Me)" (Rusty Gabbard, Ray Price) - 2:24
3. "Starbound" - 1:58
4. "Rock and Roll Records" - 2:10
5. "The Old Man and Me" - 2:06
6. "Everlovin' Woman" - 2:12
7. "Cajun Moon" - 2:14
8. "I'd Like to Love You Baby" - 2:52
9. "Anyway the Wind Blows" - 3:24
10. "Precious Memories" - 2:11
11. "Okie" - 1:57
12. "I Got the Same Old Blues" - 2:59